# Sóc Prevosti
Callosciurus prevostii (tên tiếng Anh: Sóc Prevosti) là một loài động vật có vú trong họ Sóc, bộ Gặm nhấm. Loài này được Desmarest mô tả năm 1822.
Sóc Prevosti được tìm thấy chủ yếu tại khu vực Đông Nam Á. Loài sóc này hiện được xếp vào danh mục những loài loài ít quan tâm do số lượng còn lớn, lại phân bố tại những khu vực được bảo vệ tốt nên tạm thời chưa phải đối mặt với những đe dọa về bảo tồn.

## mô tả
Loài sóc này có kích thước trung bình trong các loài sóc thuộc chi Callosciurus với điểm đặc trưng là cái đuôi dài xù lông và cái mõm thẳng, ngắn. Chúng có màu sắc cơ thể tương đối đa dạng nhưng thông dụng nhất vẫn là màu xám hoặc đen trên phần lưng và đuôi, bụng và ngực thường có màu đỏ nâu hoặc màu cam. Sóc Prevosti có một sọc trắng chạy dọc theo hai bên sườn. Trọng lượng sóc trưởng thành khoảng độ 400-500g.

## Phạm vi phân bố
Sóc Prevosti được tìm thấy tại nhiều nơi thuộc Thái Lan, Malaysia, Sumatra và Borneo thuộc Indonesia và một số khu vực khác thuộc Đông Nam Á.

## Chế độ ăn
Sóc Prevosti là loài ăn tạp. Thức ăn ưa thích của loài sóc này là những loại trái cây chín,hạt giống, hoa. Ngoài ra chúng cũng rất thích những loài côn trùng tìm thấy trong gỗ mục như là mối, kiến hay bọ cánh cứng.

## Hình ảnh

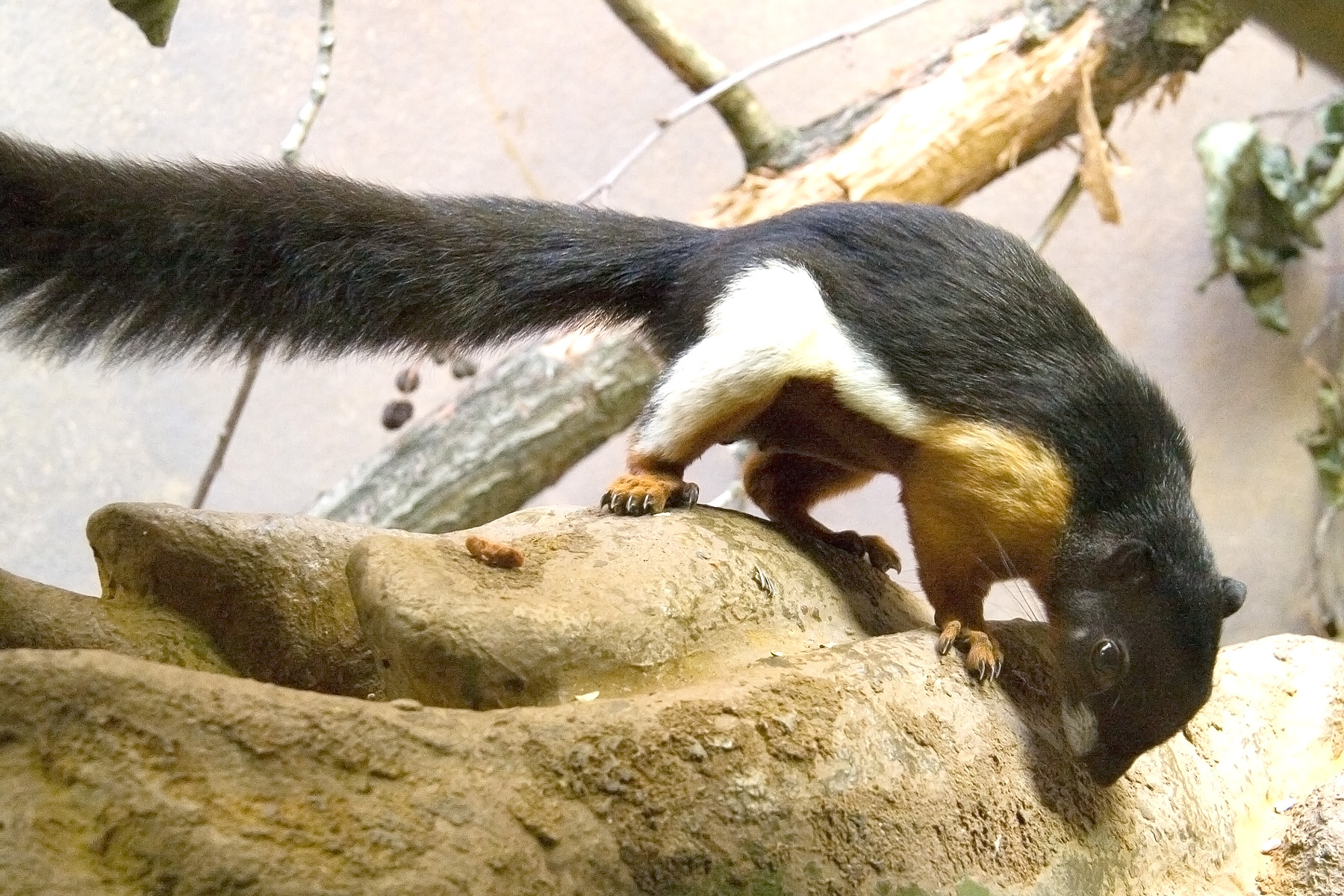
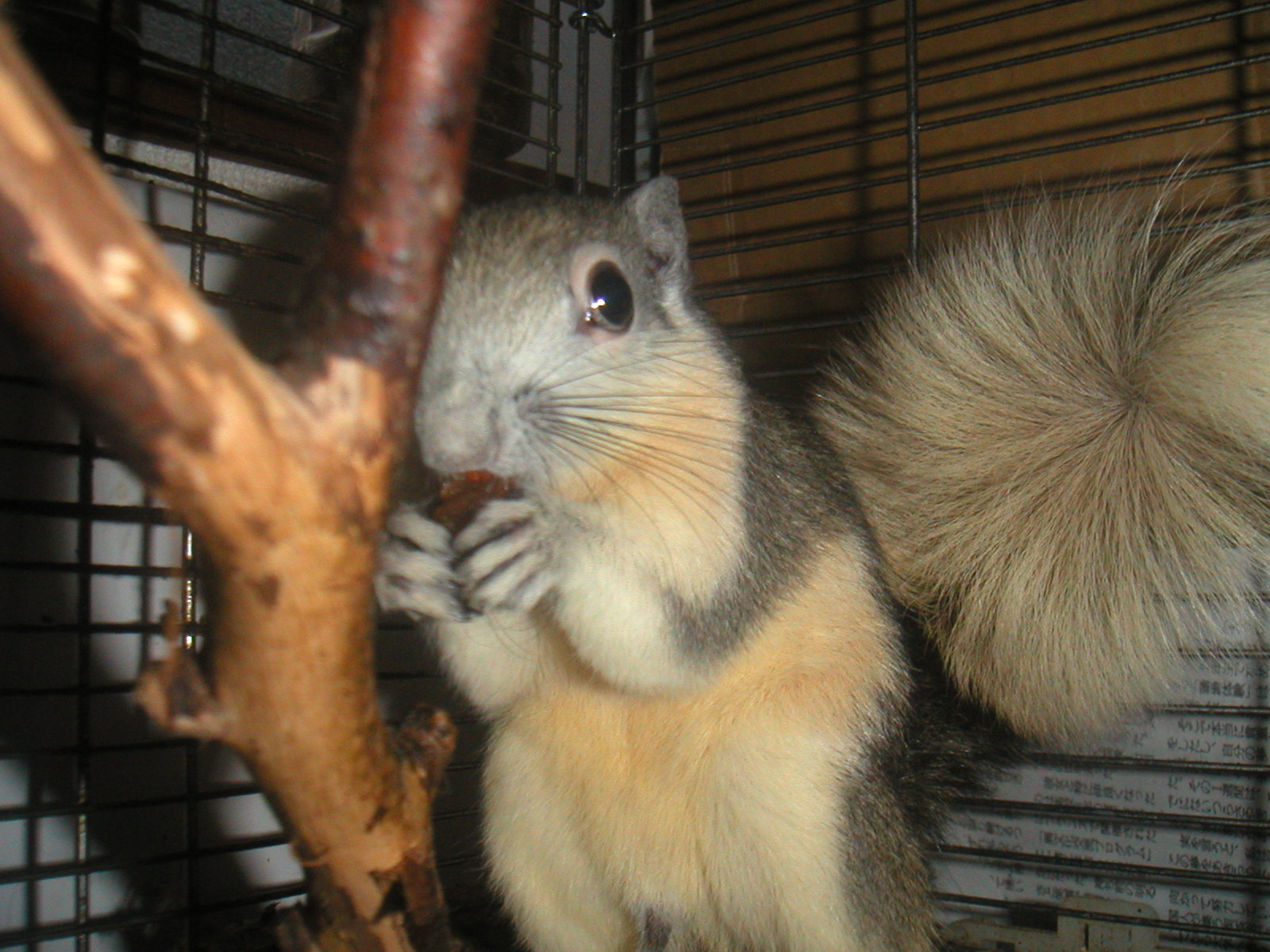
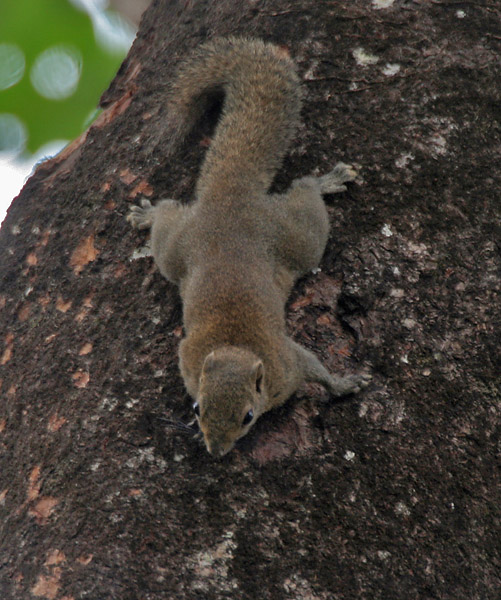
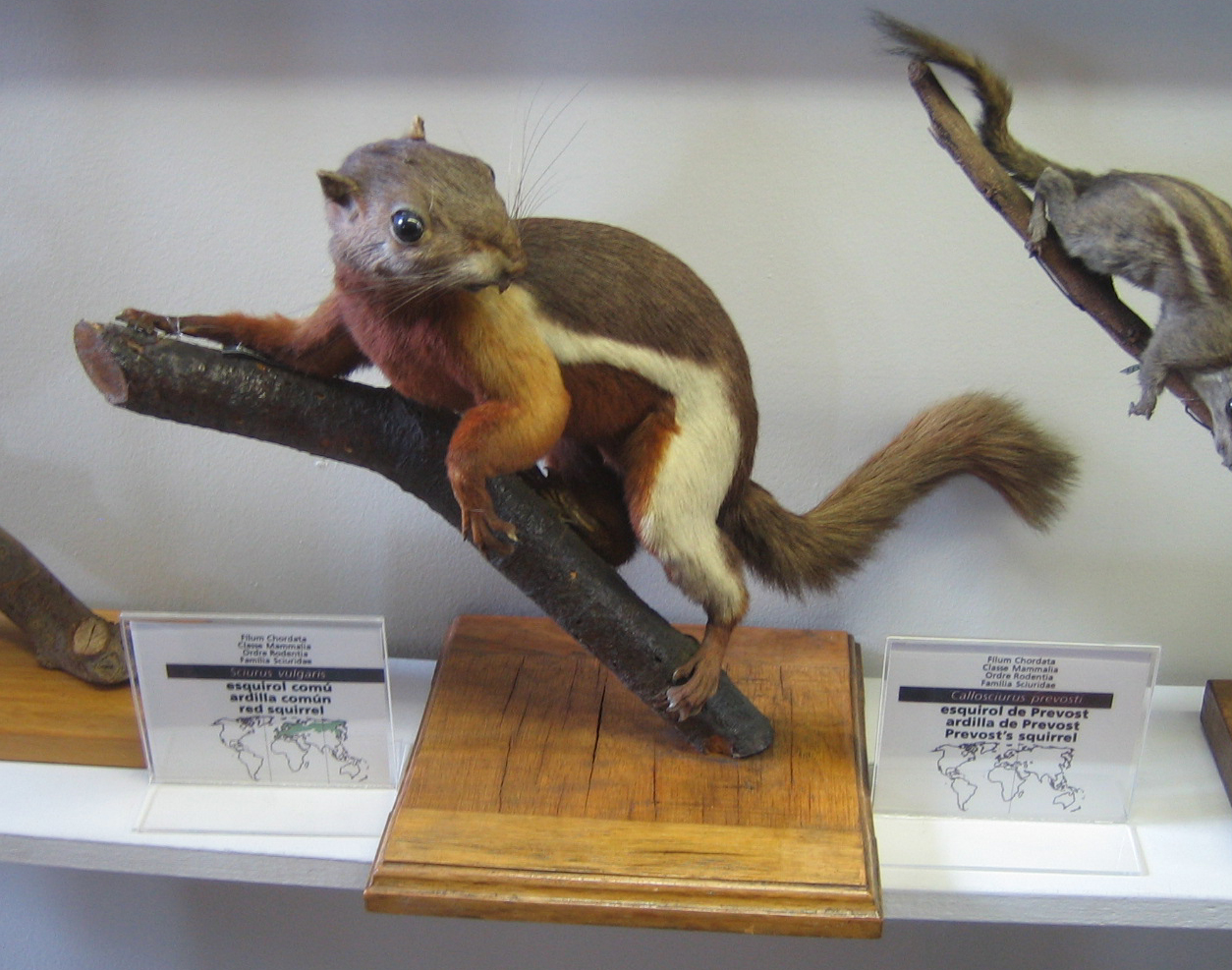